# Dero bilongata
Dero bilongata är en ringmaskart som först beskrevs av Chen 1944.  Dero bilongata ingår i släktet Dero och familjen glattmaskar. Inga underarter finns listade i Catalogue of Life.